# 큐티엘
큐티엘(CutieL)은 대한민국의 7인조 어린이 걸 그룹으로 멤버는 11살에서 14살된 여자 어린이들로 구성되었다.
2010년 12월 17일 데뷔 앨범 "큐티 캐롤"이 발매되었고, 2011년 12월 11일 로보카 폴리와 함께 하는 놀이동요 Best음반에 참여하였다. 그리고 2012년 2월 20일, 두번째 정규 앨범 "Jumping"이 발매되었고, 같은해 12월 13일에는 세번째 정규 앨범인 "큐티 크리스마스" 앨범이 발매되었다. 2014년 12월, 큐티유닛이라는 유닛그룹을 만들었고, 네번째 디지털 앨범인 큐티엘 크리스마스 캐롤이 발매되었다.
2014년 큐티유닛이 생기면서 2015년 봄 오디션을 통해 새 정식멤버를 뽑았다. 2015년 "로켓포" 와 "티비아이돌"로 활동하였으며, 2016년 큐티엘 예비생을 포함하여 11명이 신곡 "정글여행"으로 활동했었다.

## 앨범

### 큐티 캐롤 (2010)
1. 큐티 캐롤
2. 큐티 캐롤 (Instrumental)

### Jumping (2012)
1. Jumping
2. 사랑해요
3. Jumping (Instrumental)
4. 사랑해요 (Instrumental)

### 큐티 크리스마스 (2012)
1. 큐티 크리스마스
2. 나의 소원! 크리스마스
3. 큐티 크리스마스 (Instrumental)
4. 나의 소원! 크리스마스 (Instrumental)

### 큐티엘 크리스마스 캐롤 (2014)
1. 크리스마스데이
2. 스노우큐티

### 로켓포 (2015)
1. 티비아이돌

### 정글여행 (2016)
1. 정글여행